# NGC 1893
NGC 1893 é um aglomerado aberto com nebulosa na direção da constelação de Auriga. O objeto foi descoberto pelo astrônomo John Herschel em 1827, usando um telescópio refletor com abertura de 18,6 polegadas. Devido a sua moderada magnitude aparente (+7,5), é visível apenas com telescópios amadores ou com equipamentos superiores. 